# Ligustrum
Els Ligustrum són un gènere dins la família de les oleàcies.
Als Països Catalans es troba com a espontani Ligustrum vulgare anomenat olivereta, i com a plantes de jardineria la troana (Ligustrum lucidum), la troana del Japó (Ligustrum japonicum) i la troanella (Ligustrum ovalifolium), entre d'altres.
El gènere té de 40 a 50 espècies de fulla persistent, semipersistent o caduca. En forma d'arbusts o petits arbres.
El gènere Ligustrum té el centre de diversitat biològic a la Xina`, Himàlaia, Japó i Taiwan. També es troben espècies a Europa, nord de l'Àfrica i Australàsia.

## Descripció
Flors petites i oloroses reunides en panícula. Quatre pètals i dos estams per sobre del pistil. Fruits en drupa semblants a les de l'olivera.
Algunes espècies
- Ligustrum amamianum. Xina.
- Ligustrum angustum. Xina.
- Ligustrum chenaultii. Xina (Yunnan).
- Ligustrum compactum. Himalaia, Xina.
- Ligustrum confusum. Himalaia,
- Ligustrum delavayanum. Xina, Birmània -Myanmar.
- Ligustrum expansum. Xina.
- Ligustrum gracile. Xina.
- Ligustrum henryi. Xina.
- Ligustrum ibota. Japó.
- Ligustrum indicum. Himalaia, Indo-Xina
- Ligustrum japonicum. - Troana del Japó - Japó, Corea.
- Ligustrum leucanthum. Xina.
- Ligustrum lianum. Xina.
- Ligustrum liukiuense. Taiwan.
- Ligustrum longitubum. Xina.
- Ligustrum lucidum - Troana - Xina, Japó, Corea.
- Ligustrum massalongianum. Himalaia.
- Ligustrum morrisonense. Taiwan.
- Ligustrum obovatilimbum. Xina.
- Ligustrum obtusifolium (sinònim. L. amurense) Àsia.
- Ligustrum ovalifolium - Troanella - Japó.
- Ligustrum pedunculare. Xina.
- Ligustrum pricei. Taiwan.
- Ligustrum punctifolium
- Ligustrum quihoui. Xina.
- Ligustrum retusum. Xina.
- Ligustrum robustum. Xina.
- Ligustrum sempervirens. Xina.
- Ligustrum sinense Xina, Taiwan.
- Ligustrum strongylophyllum. Xina.
- Ligustrum tenuipes. Xina.
- Ligustrum tschonoskii. Japó.
- Ligustrum vulgare - Olivereta - Europa, nord-oest d'Àfrica, sud-est d'Àsia.
- Ligustrum xingrenense. Xina.
- Ligustrum yunguiense. Xina.

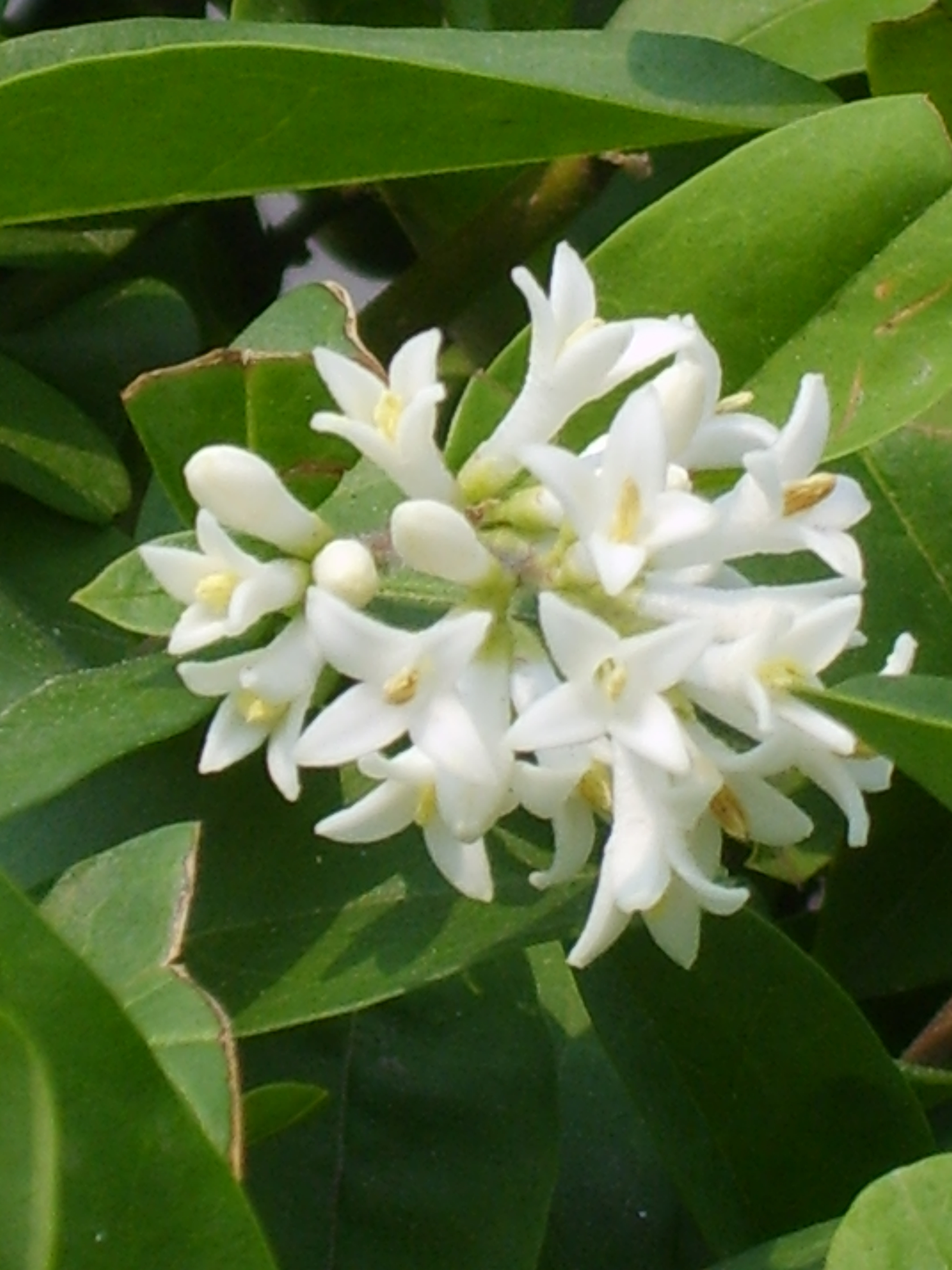
Ligustrum obtusifolium
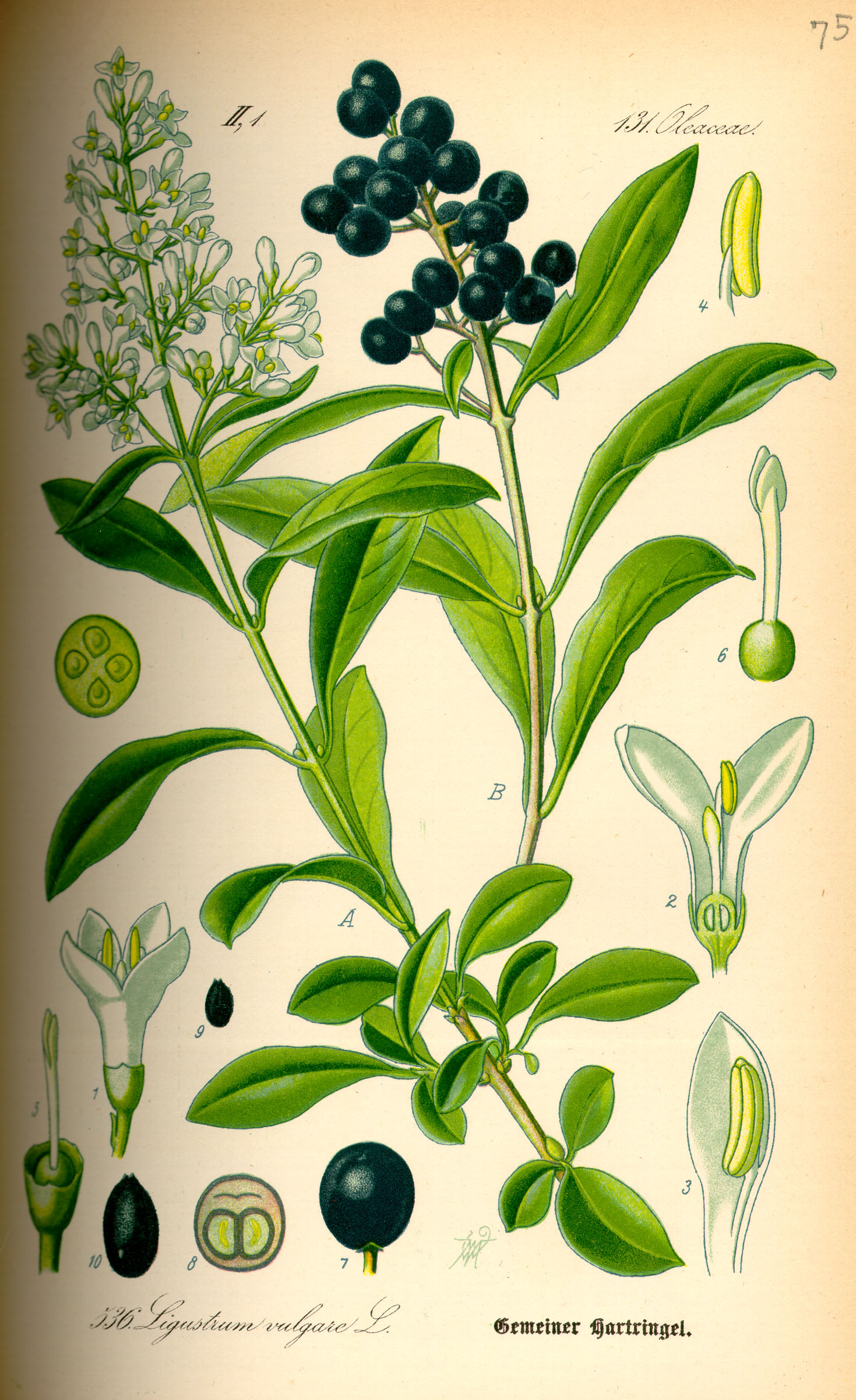
Ligustrum vulgare